# Aptesis minutor
Aptesis minutor là một loài tò vò trong họ Ichneumonidae.